# 벨기에 독일어 공동체

벨기에 독일어 공동체의 기

벨기에 독일어 공동체의 문장

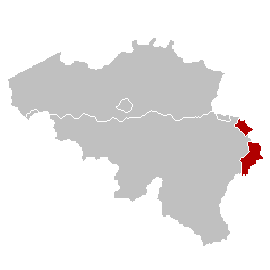
'으로 표시된 부분이 벨기에 독일어 공동체

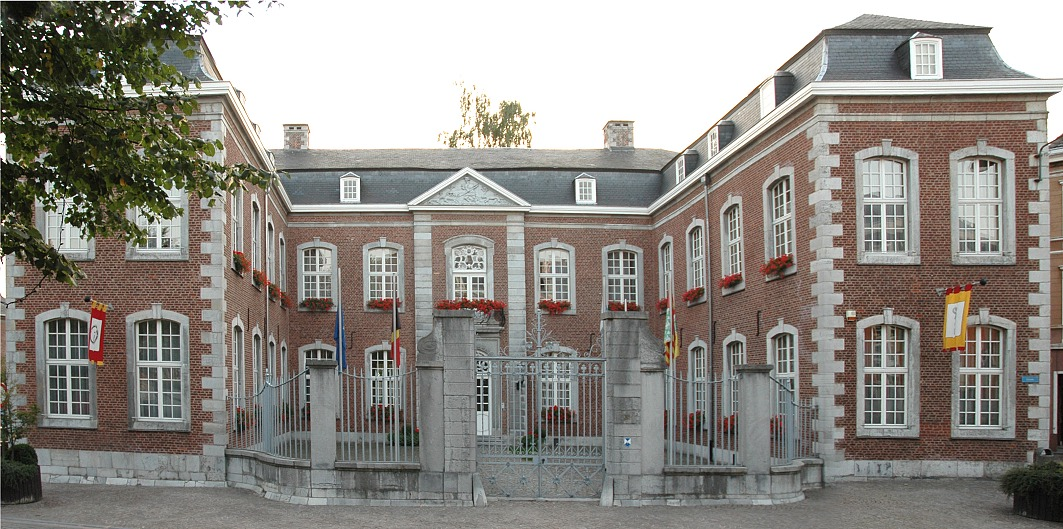
오이펜에 있는 벨기에 독일어 공동체 정부청사

벨기에 독일어 공동체(독일어: Deutschsprachige Gemeinschaft, 프랑스어: Communauté germanophone, 네덜란드어: Duitstalige Gemeenschap)는 벨기에의 언어 공동체 가운데 하나로 플란데런어 공동체, 프랑스어 공동체와 함께 벨기에를 구성하는 세 개의 언어 공동체 가운데 하나이다. 공용어는 독일어이며 공동체의 날은 11월 15일이다. 1973년에 신설되었으며 공동체의 첫 번째 선거는 1974년에 있었다. 행정 중심지는 오이펜이다.
왈롱 지역에 속해 있는 리에주주의 전체 면적 가운데 854km2에 달하는 면적을 차지한다. 오스트칸토네(독일어: Ost-Kantone) 지방에 속해 있는 11개 지방 자치체 가운데 9개 지방 자치체를 관할하며 프랑스어 공동체에 속해 있는 지방 자치체인 벰(Waimes)과 말메디(Malmedy) 또한 독일어 공동체가 관할한다. 네덜란드와 독일, 룩셈부르크와 국경을 접하며 독자적인 의회와 정부, 행정 기관을 두고 있다.
오스트칸토네 지방은 1920년 이전까지 프로이센의 영토였지만 독일이 제1차 세계 대전에서 패배한 이후에 체결된 베르사유 조약에 따라 벨기에에 넘어갔다. 제2차 세계 대전 중이던 1940년 독일이 이 지역을 점령하던 당시에 주민 다수가 독일의 지배를 적극 환영했다. 1945년 독일이 제2차 세계 대전에서 패하면서 다시 벨기에에 넘어갔다.

## 공동체 정보
- 국가: 벨기에
- 설치: 1984년
- 행정 중심지: 오이펜
- 정부
  - 총리: 칼하인츠 람베르츠 (Karl-Heinz Lambertz)
- 공용어: 독일어
- 공동체의 날: 11월 15일

## 지방 자치체 목록
우측 지도의 숫자가 각 지방의 명칭이다.
- 1 – 오이펜 (Eupen)
- 2 – 켈미스 (Kelmis)
- 3 – 론첸 (Lontzen)
- 4 – 레렌 (Raeren)
- 5 – 아멜 (Amel)
- 6 – 뷜링겐 (Büllingen)

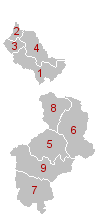
벨기에 독일어 공동체에 속하는 지방 자치체들

- 7 – 부르크로일란트 (Burg-Reuland)
- 8 – 뷔트겐바흐 (Bütgenbach)
- 9 – 장크트피트 (Sankt Vith)